# ساخت مرکز تجارت جهانی

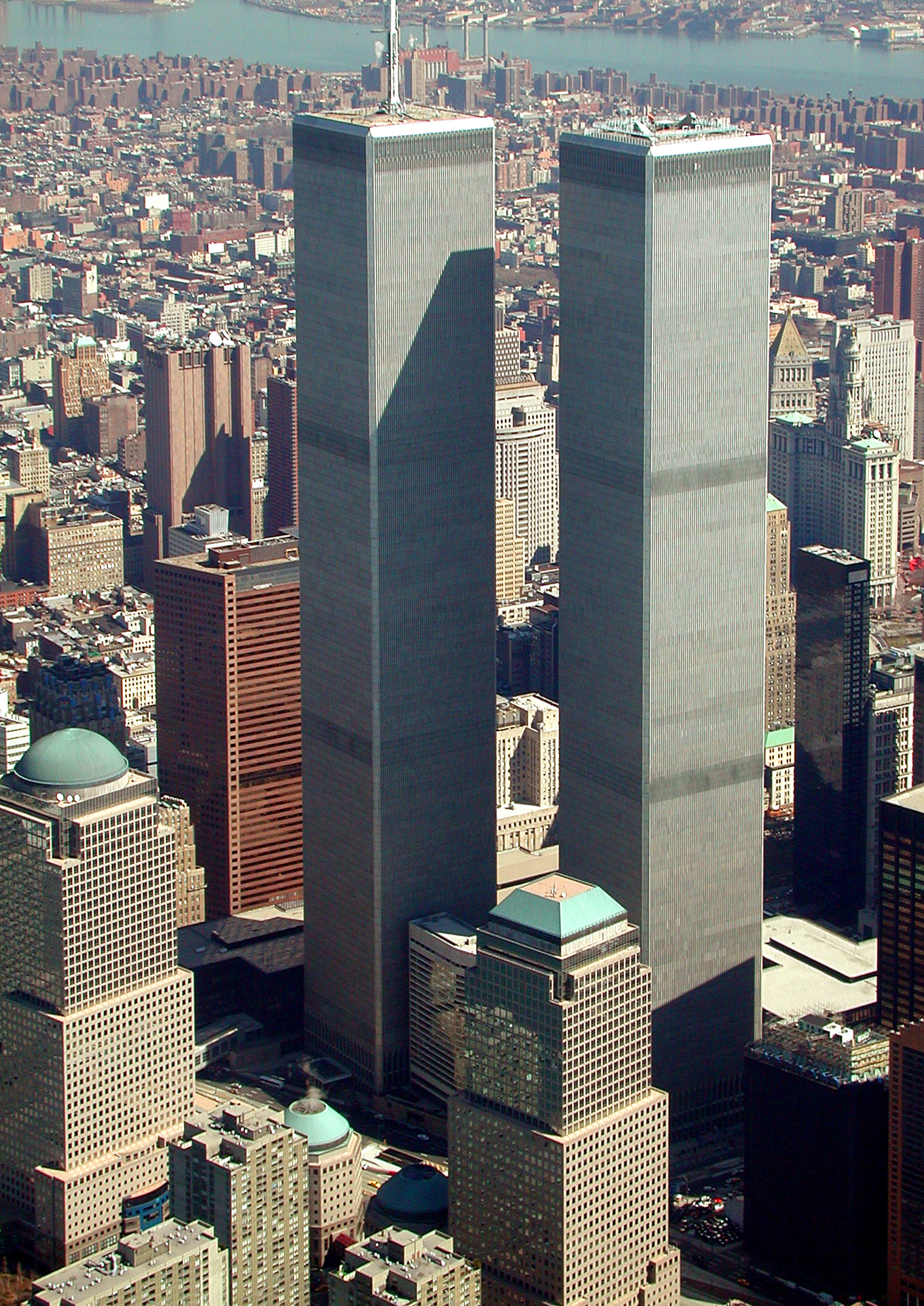
مرکز تجارت جهانی در مارس ۲۰۰۱

ساخت نخستین مجتمع مرکز تجارت جهانی در نیویورک به عنوان یک پروژه نوسازی شهری برای کمک به احیای منهتن جنوبی با هدایت دیوید راکفلر طراحی شد. این پروژه توسط اداره بنادر نیویورک و نیوجرسی ساخته شده‌است. این ایده برای مرکز تجارت جهانی، پس از جنگ جهانی دوم، به عنوان راهی برای تکمیل راه‌های موجود تجارت بین‌المللی در ایالات متحده به‌وجود آمد.

## برنامه‌ریزی

### سابقه
در سال ۱۹۴۲، آستین جی توبین مدیر اجرایی اداره بنادر شد و کار ۳۰ ساله ای را آغاز کرد که در طی آن وی بر برنامه‌ریزی و توسعه مرکز تجارت جهانی نظارت داشت. مفهوم تأسیس " مرکز تجارت جهانی " در دوره پس از جنگ جهانی دوم، هنگامی که ایالات متحده از نظر اقتصادی رونق گرفت و تجارت بین‌المللی در حال افزایش بود، شکل گرفت.  در آن زمان، رشد اقتصادی در میدتاون منهتن متمرکز شده بود، که عامل بخشی از آن، مرکز راکفلر بود، و این مرکز در دهه ۱۹۳۰ ساخته شده بود. 

## روند طراحی
پس از این که نیوجرسی پروژه مرکز تجارت جهانی را تصویب کرد، اداره بنادر شروع به جستجوی مستاجران کرد. ابتدا این آژانس به خدمات گمرکی ایالات متحده نزدیک شد، زیرا سرویس گمرک از دفتر مرکزی فعلی آن، خانه سنتی الکساندر هامیلتون در نوک Lower Manhattan ناراضی بود. اداره بندر سپس دولت ایالت نیویورک را درخواست کرد، زیرا تعداد کمی از شرکت‌های خصوصی حاضر به انتقال به مرکز تجارت جهانی بودند.

### انتخاب معمار
در ۲۰ سپتامبر ۱۹۶۲، پس از تحقیق جامع در مورد معماران،   اداره بنادر از انتخاب یاماساکی (به انگلیسی: Yamasaki)به عنوان معمار اصلی و امری راث و پسران (به انگلیسی: Emery Roth & Sons)به عنوان معماران همکار خبر داد. در ابتدا، یاماساکی طرحی را درمورد برج‌های دوقلو به اداره بنادر ارائه داد که هر ساختمان فقط ۸۰ طبقه داشت. یاماساکی خاطرنشان کرد: «گزینه مشهود، گروهی از چندین ساختمان بزرگ است که مانند یک پروژه مسکونی به نظر خواهد رسید.»

پلان تیپ کف طبقات و چیدمان آسانسور برج‌های دوقلوی مرکز تجارت جهانی

### رونمایی از طرح
طرح نهایی یاماساکی برای مرکز تجارت جهانی در ۱۸ ژانویه ۱۹۶۴، با مدلی که هشت پا ارتفاع داشت، در معرض دید عموم قرار گرفت. پلان برجها به شکل مربع، و ابعاد آن‌ها از هر طرف تقریباً ۲۰۷ پا (۶۳ متر) بود. ساختمانها با پنجره‌های باریک اداری طراحی شده‌اند، که عرض آن‌ها فقط ۱۸ اینچ (۴۵ سانتی‌متر) بود، که منعکس کننده ترس از ارتفاع یاماساکی و تمایل او به ایجاد احساس امنیت در سرنشینان ساختمان است. پنجره‌ها فقط ۳۰ درصد از نمای بیرونی ساختمان‌ها را در بر می‌گرفت و از فاصله ای دور مانند صفحات فلزی جامد به نظر می‌رسید، اگرچه این یک نتیجه جانبی حاصل از سیستم‌های سازه ای برجها بود.  طراحی یاماساکی استفاده از روکش آلیاژ آلومینیوم در پوشش نمای ساختمان است.

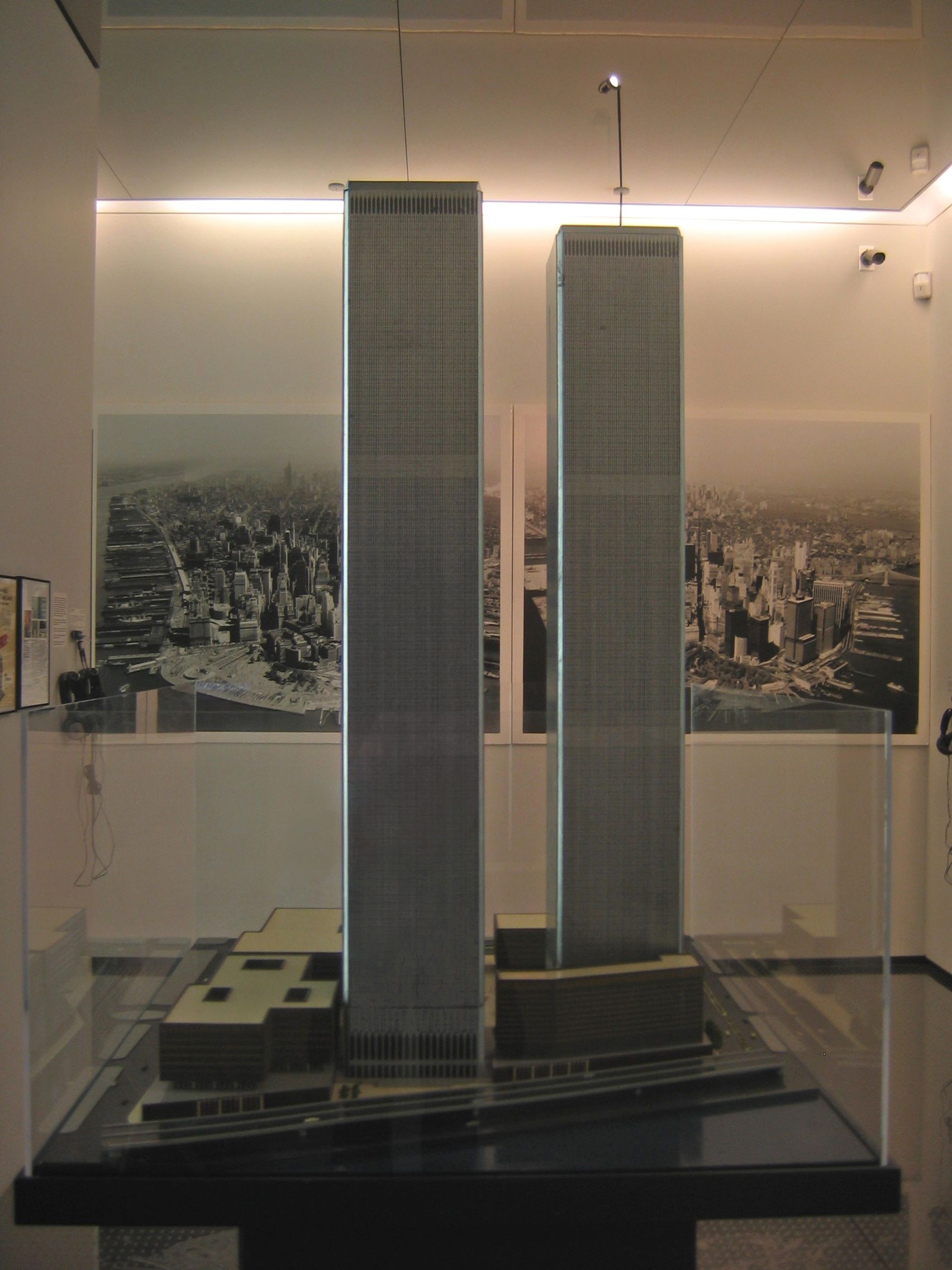
مدل اصلی معماری و مهندسی. این مدل اکنون در نمایشگاه دائمی و یادبود ملی ۱۱ سپتامبر در معرض نمایش است

طراحی مرکز تجارت جهانی از منظر زیبایی‌شناسی انتقادهای زیادی از طرف مؤسسه معماران آمریکا و گروه‌های دیگر به همراه داشته‌است. لوئیس مامفورد، نویسنده کتاب  The City in History و آثاری دیگر در مورد برنامه‌ریزی شهری، از این پروژه انتقاد کرد و آن و سایر آسمان خراش‌های جدید را «کابینت‌های تشکیل شده از شیشه و فلز» توصیف کرد. پخش کنندگان تلویزیونی نگرانی‌هایی را مبنی بر اینکه برج‌های دوقلوی مرکز تجارت جهانی می‌توانند باعث ایجاد اختلال در گیرنده‌های تلویزیونی بینندگان در منطقه نیویورک شوند، که پخش برنامه‌های تلویزیونی آنها در آن زمان از ساختمان امپایر استیت بود. در پاسخ به این نگرانی‌ها، اداره بنادر پیشنهاد داد تا امکانات جدید برای انتقال مرکز پخش برنامه‌های تلویزیونی را به مرکز تجارت جهانی فراهم کند. انجمن Linnaean موزه تاریخ طبیعی آمریکا همچنین مخالف پروژه مرکز تجارت جهانی بود و خطراتی را که این ساختمان‌ها بر روی پرندگان مهاجر تحمیل می‌کنند، ذکر کرده‌است.
شرکت مهندسی سازه Worthington , Skilling , Helle & Jackson برای پیاده‌سازی طرح یاماساکی تلاش کرد و یک سیستم سازه ای قاب به فرم تیوب که در ساختمانها مورد استفاده قرار می‌گرفت را توسعه داد.  گروه مهندسی اداره بنادر به عنوان مهندسین فونداسیون، جوزف آر. لورینگ و همکاران (به انگلیسی: Joseph R. Loring & Associates)به عنوان مهندسین برق و جاروس، باوم و بولز (JB&B) (به انگلیسی: Jaros, Baum & Bolles (JB&B))به عنوان مهندسین مکانیک در پروژه فعال بودند. شرکت ساختمانی Tishman Realty پیمانکار عمومی پروژه مرکز تجارت جهانی بود. گای اف. توزولی (به انگلیسی: Guy F. Tozzoli)، مدیر دپارتمان تجارت جهانی در اداره بنادر و رینو م. مونتی (به انگلیسی: Rino M. Monti)، مهندس ارشد اداره بنادر، بر پروژه نظارت داشتند. 

### عناصر طراحی

#### طراحی سازه
به عنوان یک آژانس بین ایالتی، اداره بنادر مشمول قوانین و مقررات محلی شهر نیویورک از جمله کدهای ساختمانی نمی‌شد. با این وجود، اداره بنادر به معماران و مهندسین سازه نیاز داشت که کدهای ساختمانی شهر نیویورک را رعایت کنند. در زمانی که مرکز تجارت جهانی برنامه‌ریزی شده بود، کدهای جدید ساختمان برای جایگزینی نسخه ۱۹۳۸ که هنوز برقرار بود، ابداع شد. مهندسین سازه به دنبال نسخه‌های پیش نویس کدهای ۱۹۶۸ ساختمان که جدید و شامل «تکنیک‌های پیشرفته» در طراحی ساختمان بود به استفاده از کدهای نسخه ۱۹۳۸ پایان دادند.
برج‌های مرکز تجارت جهانی شامل بسیاری از نوآوری‌های مهندسی سازه در طراحی و ساخت آسمان خراش‌ها بود که به ساختمان‌ها اجازه می‌داد به ارتفاعات جدیدی برسند و بلندترین ساختمان‌ها در جهان شوند. به‌طور سنتی، برای انتقال بارهای ساختمان در آسمان خراش‌ها، از اسکلتی متشکل از ستون‌هایی که در همه قسمت‌های داخلی توزیع شده بودند، استفاده می‌کردند و ستون‌های داخلی فضای طبقه را مختل می‌کردند. مفهوم سازه قاب به شکل تیوب، که قبلاً توسط مهندس سازه بنگلادشی-آمریکایی فضلور رحمان خان معرفی شده بود، یک نوآوری اساسی بود، که تأمین پلان‌های باز طبقات و فضای بیشتری برای اجاره را امکان‌پذیر کرد. در این ساختمانها از ستونهای فولادی پیرامونی با مقاومت و باربری بالا استفاده می‌شد که به عنوان خرپاها عمل می‌کردند. گرچه خود ستون‌ها سبک‌وزن بودند، اما نزدیک هم جانمایی می‌شدند و یک سازه دیواری با مقاومت بالا و صلب را تشکیل می‌دادند. در هر طرف ساختمانها ۵۹ ستون پیرامونی وجود داشت که با فاصله کم از یکدیگر قرار داشتند.در کل، دیوارهای محیطی برجها ۲۱۰ فوت (۶۴ متر) در هر طرف، و گوشه‌های آن به شکل پخ زده بود. ستونهای محیطی به منظور انتقال تقریباً تمام بارهای جانبی (مانند بارهای باد) و ستونهای هسته تیوب اصلی برای  انتقال بارهای ناشی از وزن طراحی شده‌اند. تجزیه و تحلیل سازه ای بخشهای عمده مرکز تجارت جهانی توسط IBM ۱۶۲۰ انجام شد.

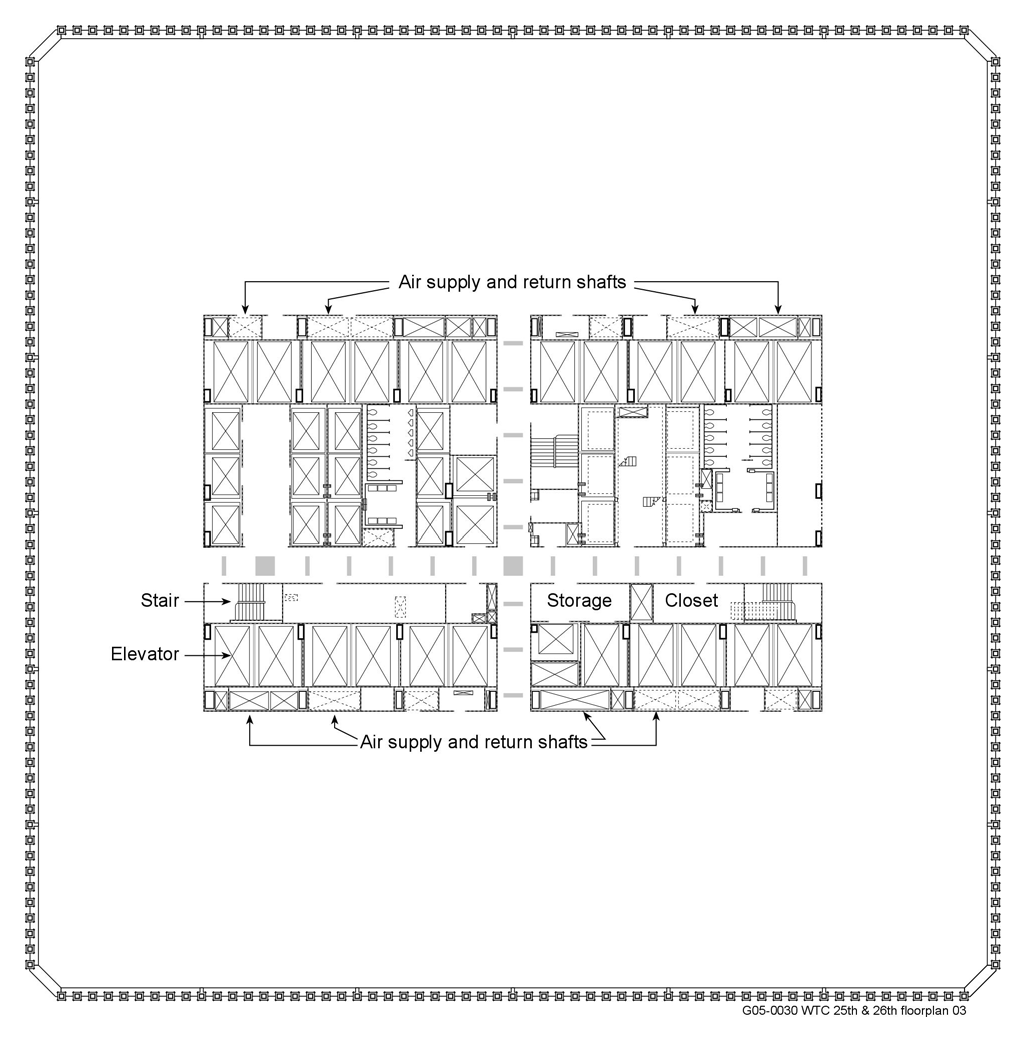
پلان تیپ معماری طبقات WTC

سازه محیطی با استفاده گسترده از قطعات مدولار پیش ساخته تشکیل شده‌است که شامل سه ستون با ارتفاع سه طبقه است که به وسیله صفحات اسپندرل متصل شده‌است. ستونهای پیرامونی دارای مقطع مربع شکل بودند، که هر ضلع مربع، به طول ۱۴ اینچ (36 cm) بود و از صفحات فولادی جوش داده شده ساخته شده‌اند. ضخامت صفحات و درجه فولاد سازه ستون‌ها نسبت به ارتفاع برج متفاوت بود، و مقاومت فولاد ستون‌ها از ۳۶۰۰۰ تا ۱۰۰۰۰۰ پوند در هر اینچ مربع (۲۶۰ تا 670) MPa) بود.
مقاومت فولاد و ضخامت صفحات فولادی ستون‌ها با افزایش ارتفاع، کاهش داده شد زیرا بارهای ناشی از سازه در طبقه‌های بالاتر، کمتر بوده و در طبقات پایین‌تر با افزایش جرم ناشی از طبقات بیشتر، بار ناشی از آن‌ها هم بیشتر است.  طراحی قاب به فرم تیوب، باعث شد که فولاد مصرفی سازه ساختمان به میزان ۴۰ درصد نسبت به طرح‌های معمول سازه ساختمان‌ها کاهش یابد. از طبقه ۷ تا سطح زمین و پایین‌تر تا شالوده، فاصله ستون‌ها از یکدیگر، برای تأمین فضای لازم برای درهای ورودی، ۱۰ پا (۳متر) در نظر گرفته شده‌اند.   همه ستون‌ها روی سنگ بستر قرار گرفتند، که در عمق۶۵–۸۵ پا (۲۰–۲۶ متر)، در زیر سطح زمین قرار دارد، برخلاف Midtown Manhattan، که در آنجا سنگ بستر در عمق کم است.
برای ایجاد قطعات مدولار، صفحات اسپندرل که عموماً با عمق ۵۲ اینچ (۱٫۳متر) می‌باشند، خارج از سایت و در کارگاه ساخت، به ستونهای خارجی جوش داده شده بودند. عرض هر یک از قطعات مدولار، ۱۰ فوت (۳٫۰متر) و ارتفاع آن ۳۶ پا (۱۰٫۹ متر) بود و دو طبقه کامل و نیمی از دو طبقه دیگر شامل می‌شد.   مدول‌های مجاور در کنار هم، به هم پیچ شده، و در میانه دهانه، ستون‌ها و صفحات اسپاندرل به هم وصله می‌شدند. صفحات اسپاندرل در هر طبقه قرار داشتند و تنش برشی را بین ستونها منتقل می‌کردند و آنها می‌توانستند در مقاومت در برابر بارهای جانبی با یکدیگر کار کنند. به غیر از طبقات تأسیساتی، اتصالات بین مدول‌های مجاور در امتداد عمودی جابجا شده بودند، به طوری که وصله ستون‌ها در بین مدول‌های مجاور در یک طبقه نبود.
هسته اصلی این ساختمان شامل آسانسورها و شفت‌های ابزار، سرویسهای بهداشتی، سه راه پله و سایر فضاهای پشتیبانی می‌باشد. هسته هر برج یک منطقه مستطیل شکل به ابعاد ۸۷ در ۱۳۵ پا بود (۲۷ در ۴۱ متر)، و شامل ۴۷ ستون فولادی بود که از سنگ بستر تا به بالای برج امتداد داشتند.ستون‌ها بعد از طبقه ۶۶ به صورت ماهیچه ای تغییر مقطع داده شده‌اند، به طوری که در طبقات پایین از مقاطع جعبه ای جوش داده شده تشکیل شده بودند، به مقاطع پروفیل‌های بال پهن پیش ساخته در طبقات فوقانی تبدیل شدند. هسته سازه ای برج شمالی در امتداد محور طولی از شرق به غرب جانمایی شده‌است، در حالی که هسته سازه ای برج جنوبی در امتداد شمال به جنوب جانمایی شده‌است. همه آسانسورها در این هسته‌ها قرار داشتند. هر ساختمان دارای سه راه پله بود، که آن‌ها نیز در هسته‌ها قرار داشتند، به جز در طبقات تأسیساتی که دو راه پله بیرونی به‌طور موقت، به منظور اجتناب از تلاقی با اتاقهای مخصوص تأسیسات آسانسور از هسته خارج شده و سپس با استفاده از یک راهرو انتقال، مجدداً وارد هسته شدند.  این ترتیب جانمایی باعث شد که راه پله A (به انگلیسی: Stairwell A)از برج جنوبی در ۱۱ سپتامبر ۲۰۰۱، پس از برخورد هواپیما باز هم قابل عبور و مرور باشد.

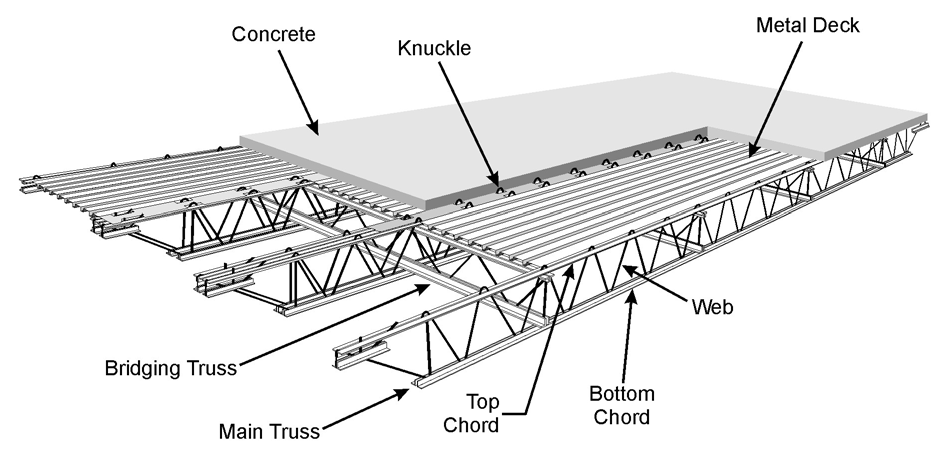
شماتیک سیستم خرپایی کف کامپوزیت

فضای بزرگ و بدون ستون بین محیط و هسته، توسط خرپای کف پیش ساخته پل گذاری شده بود. کفهای طبقات، بار ناشی از وزن خود و همچنین بارهای زنده را به تکیه گاه‌ها منتقل می‌کردند. کفها همچنین باعث پایداری جانبی دیوارهای بیرونی شده و بارهای ناشی از باد را در بین دیوارهای خارجی توزیع می‌کردند. کفها از ۴ اینچ (۱۰ سانتیمتر) دال بتنی سبک و ضخیم ریخته شده بر روی یک عرشه فلزی موجدار، همراه با اتصالات برشی برای عملکرد کامپوزیت، تشکیل شده‌اند.شبکه ای از خرپاها ی سبک برای پل گذاری، همراه با خرپاهای اصلی، بارهای ناشی از کف را به تکیه گاه‌ها منتقل می‌کردند. طول دهانه خرپاها، در مناطق با دهانه طولانی ۶۰ فوت (۱۸ متر)، در ناحیه با دهانه کوتاه ۳۵ فوت (۱۱ متر) بود.  خرپای متصل به محیط در ستون‌های متناوب، و در ۶ فوت ۸ اینچ (۲٫۰۳ متر) مراکز. یال بالایی خرپاها به نشیمن‌های جوش داده شده به اسپندرل‌ها در قسمت بیرونی، و یک نبشی جوش داده شده به ستون‌های اصلی هسته قسمت داخلی، پیچ شده‌است. کفها با میراگرهای ویسکوالاستیک به صفحات اسپندرل پیرامونی متصل شده بودند که این امر باعث می‌شود که ساکنین میزان نوسانات را در ساختمان کمتر احساس کنند.
خرپاهای کلاه (یا "خرپای بزرگ") که از طبقه ۱۰۷ به بالای ساختمان‌ها واقع شده‌اند برای انتقال بار ناشی از یک آنتن بلند ارتباطی که در بالای ساختمان نصب شده، طراحی شده‌اند.  فقط برج شمالی، مرکز تجارت جهانی شماره ۱، در واقع آنتن مجهز داشت، که در سال ۱۹۷۸ اضافه شد. سیستم خرپایی شامل شش خرپا در امتداد محور طولی هسته و چهار خرپا در امتداد محور کوتاه بود. این سیستم خرپایی امکان توزیع مجدد بار بین ستونهای پیرامونی و هسته را فراهم کرده و تکیه گاه برج انتقال می‌باشد.

### اثر باد
طراحی سازه تیوب قاب‌بندی شده با استفاده از فولاد برای ستونهای هسته و محیطی که با انجام اسپری مواد مقاوم در برابر آتش بر روی آنها، محافظت شده‌اند، سازه ای نسبتاً سبک را ایجاد کرده‌است که تغییرمکان آن در مقابل باد، در مقایسه با سازه‌های سنتی مانند ساختمان امپایر استریت که از مصالح بنایی ضخیم و سنگین برای عایق کاری عناصر سازه فولادی در برابر آتش استفاده شده، بیشتر است.  در طی فرایند طراحی، آزمایش‌های تونل باد در دانشگاه ایالتی کلرادو و آزمایشگاه ملی فیزیکی در انگلستان انجام شد تا نیروهای وارده بر سازه ناشی از نیروی باد که برج‌های مرکز تجارت جهانی می‌توانند در معرض آن قرار بگیرند، را تعیین و پاسخ سازه را به آن نیروها ارزیابی کنند. آزمایشاتی نیز به منظور ارزیابی میزان تحمل ساکنین برجها در مقابل تغییرمکان‌های سازه ناشی از نیروی باد انجام شد. آزمودنی‌ها برای «امتحان چشم رایگان» انتخاب شدند، در حالی که هدف اصلی این آزمایش این بود که آنها را در نوسان‌هایی مشابه نوسانات ساختمان قرار دهند و دریابند که چه میزان تغییرمکان‌های جانبی سازه را می‌توانند به راحتی تحمل کنند.  بسیاری از افراد به خوبی پاسخ ندادند، سرگیجه و سایر عوارض جانبی را تجربه کردند. یکی از مهندسین ارشد لسلی رابرتسون که با مهندس کانادایی آلن G داونپورت کار می‌کرد تا استفاده از دامپر‌های ویسکوالاستیک به منظور جذب بسیاری از نوسانات را گسترش دهد. این میراگرهای ویسکوالاستیک که در سراسر این سازه‌ها در اتصالات بین خرپاهای کف و ستونهای محیطی مورد استفاده قرار گرفته‌اند، همراه با برخی تغییرات سازه ای دیگر، تغییر مکان‌ها جانبی ساختمان را به سطح قابل قبولی کاهش دادند.

### برخورد هواپیما
در این پروژه مهندسان سازه احتمال برخورد هواپیما با ساختمان را نیز در نظر گرفتند. در ژوئیه سال ۱۹۴۵، یک هواپیمای نورث امریکن بی-۲۵ میتچل که به دلیل وجود مه دید خود را از دست‌داده بود، به طبقه ۷۸ و ۷۹ ساختمان امپایر استیت برخورد کرد که این حادثه، به فاجعهٔ برخورد هواپیمای بی-۵۲ به ساختمان امپایر استیت مشهور شد. یک سال بعد، هواپیمای دیگری به ساختمان ۴۰ وال استریت اصابت کرد و یک تماس نزدیک دیگر نیز در ساختمان امپایر استیت وجود داشت. در طراحی مرکز تجارت جهانی، لسلی رابرتسون سناریوی برخورد یک هواپیمای جت، بوئینگ ۷۰۷ را که ممکن است در مه راهش را گم کند و به دنبال فرود در فرودگاه بین‌المللی جان اف کندی یا فرودگاه‌های فرودگاه بین‌المللی لیبرتی نیوآرک باشد، را در نظر گرفت. انستیتوی ملی استاندارد و فناوری (NIST) یک کاغذ سفید سه صفحه ای یافت که در آن به تجزیه و تحلیل تأثیر ضربه دیگر هواپیما اشاره شده‌است، که شامل ضربه جت با سرعت ۶۰۰ مایل بر ساعت (۹۷۰ کیلومتر بر ساعت) واقعاً در نظرگرفته شد، اما NIST نتوانست شواهد مستند آنالیز ضربه هواپیما را پیدا کند.

### حفاظت در مقابل آتش
برای محافظت برخی عناصر سازه فولادی در برجها در مقابل آتش، از جمله کلیه خرپاها و تیرهای کف، از اسپری مواد مقاوم در برابر آتش (SFRM) استفاده شده‌است. برای محافظت ستونهای هسته در برابر آتش، از دیوار گچی به همراه SFRM یا در بعضی موارد دیوار گچی به تنهایی استفاده شده‌است. در ستونهای محیطی برای حفاظت در مقابل آتش، از اندود ورمیکولیت در قسمت داخلی ستون‌ها و SFRM در سه طرف دیگر ستونهای مذکور استفاده شده‌است.  کدهای ساختمانی سال ۱۹۶۸ شهر نیویورک از نظر ضوابط محافظت در برابر آتش، ملایمت بیشتری داشت، مانند این که در برج‌های مرکز تجارت جهانی سه راه پله خارجی اجازه داده شد، در حالی که طبق کدهای قدیمی تر ساختمان، شش عدد مورد نیاز بود.
در آوریل ۱۹۷۰، وزارت منابع هوایی شهر نیویورک به پیمانکاران ساخت مرکز تجارت جهانی دستور داد تا اسپری مواد آزبست به عنوان یک ماده عایق را متوقف کنند.
بعد از آتش‌سوزی در فوریه ۱۹۷۵، که قبل از خاموش شدن در شش طبقه پخش شده بود، ضوابط عایق بندی بیشتری اضافه شد. پس از بمباران سال ۱۹۹۳، بازرسی‌ها نشان داد که عایق بندی‌ها ناقص است. اداره بنادر در حال تعویض آن بود، اما جایگزینی عایق بندی‌ها فقط در ۱۸ طبقه در برج شمالی، و در ۱۳ طبقه در برج جنوبی انجام شد. در برج شمالی عملیات جایگزینی عایق‌ها در تمام طبقات تحت تأثیر ضربه هواپیما و آتش‌سوزی در ۱۱ سپتامبر انجام شده بود و در برج جنوبی، فقط سه طبقه (۷۷، ۷۸ و ۸۵) از این طبقاتی که عملیات جایگزینی عایق‌ها در آن‌ها انجام شده بود مستقیماً تحت تأثیر ضربه هواپیما قرار گرفتند.
کدهای ساختمانی سال ۱۹۶۸ شهر نیویورک، الزامی به نصب اسپرینکلر آتش برای ساختمانهای مرتفع ، به جز درفضاهای زیرزمینی نداشت. مطابق با کدهای ساختمان، اسپرینکلرها در ابتدا فقط در پارکینگ‌های زیرزمینی مرکز تجارت جهانی نصب می‌شدند.  پس از آتش‌سوزی بزرگ در فوریه ۱۹۷۵، اداره بنادر تصمیم گرفت تا نصب اسپرینکلرها را در سراسر ساختمان‌ها آغاز کند. تا سال ۱۹۹۳، تقریباً تمام برج جنوبی و ۸۵ درصد از برج شمالی دارای اسپرینکلر نصب شده بودند  و تا سال ۲۰۰۱ کل مجتمع دارای اسپرینکلر شد. 

## اجرا

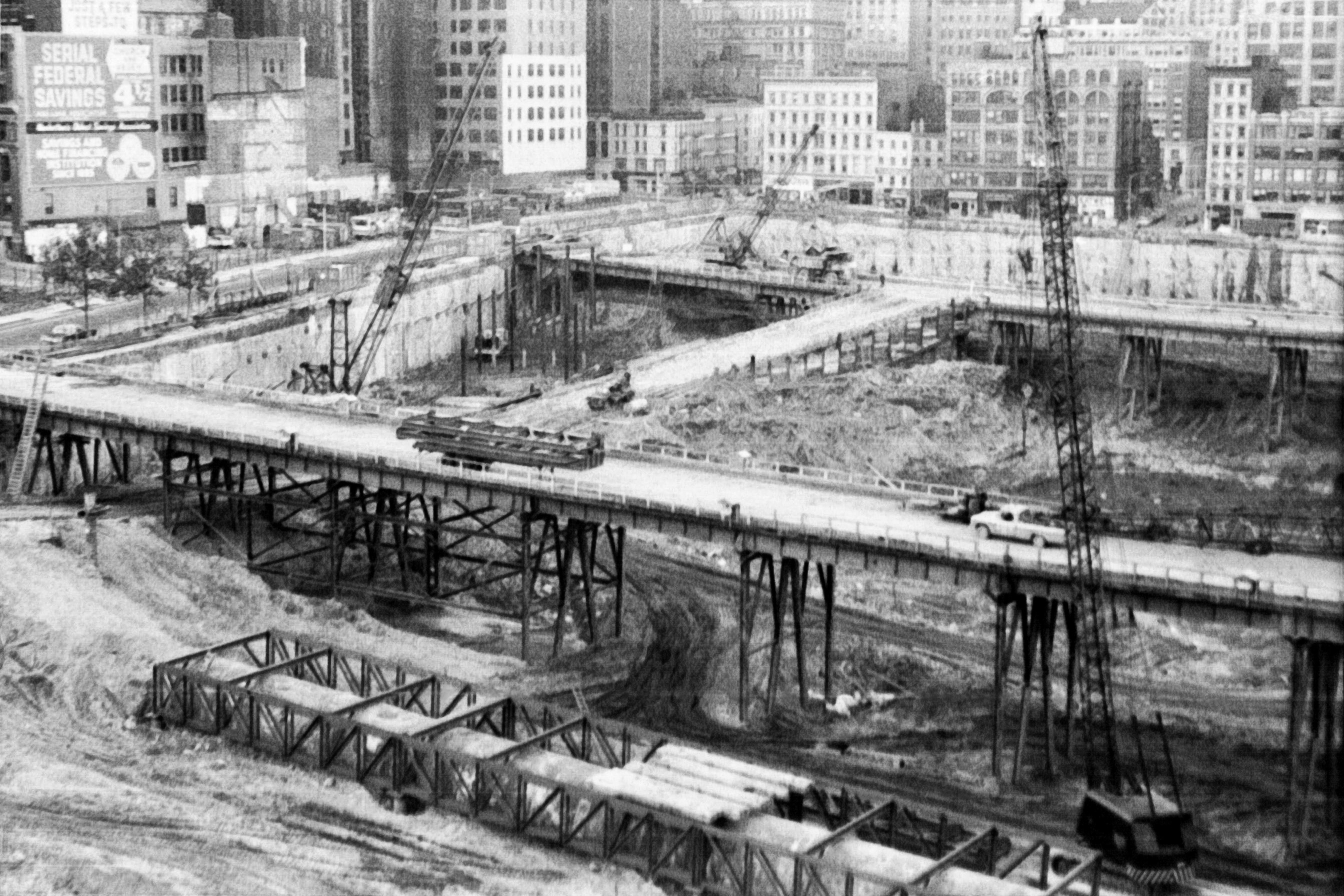
حفاری سایت مرکز تجارت جهانی، همان‌طور که در سال ۱۹۶۸ مشاهده شد

در مارس ۱۹۶۵، اداره بنادر شروع به دستیابی به املاک در سایت مرکز تجارت جهانی کرد. شرکت آژاکس برای کار تخریب استخدام شد، که کار خود را از ۲۱ مارس ۱۹۶۵ برای پاکسازی محل ساخت مرکز تجارت جهانی آغاز کرد. 

### باث تاب

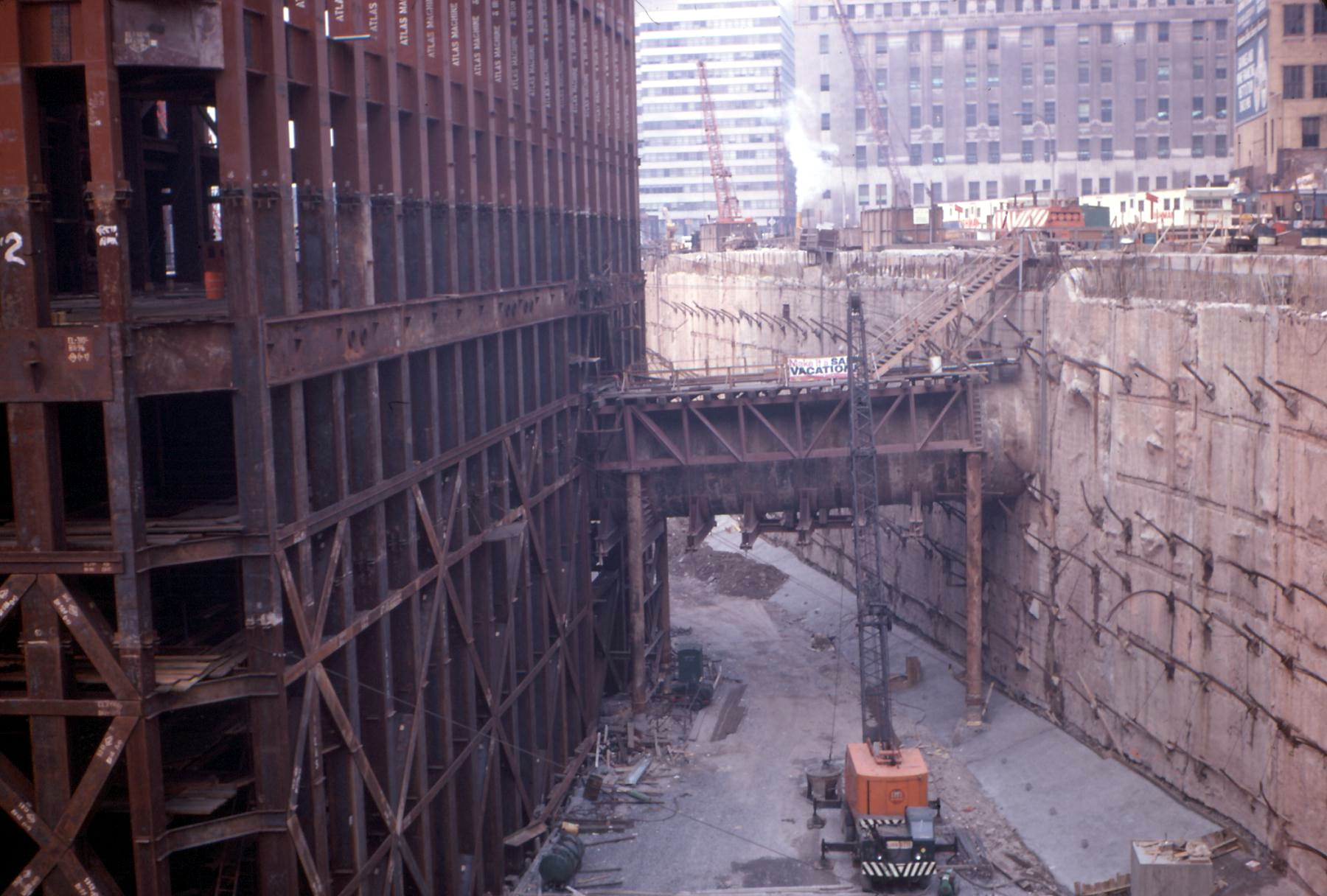
برج جنوبی و دیوار دوغاب «باث تاب» در سال ۱۹۶۹ در دست ساخت

آغاز کار اجرای شالوده‌های مرکز تجارت جهانی همزمان با زمین لرزه ۵ اوت ۱۹۶۶ بود. سایت مرکز تجارت جهانی در محل دفن زباله واقع شده بود، و سنگ بستر در عمق ۶۵ فوت (۲۰ متر) زیر سطح زمین قرار داشت. برای احداث مرکز تجارت جهانی، لازم بود که «باث تاب» با دیواره دوغاب در امتداد خیابان غربی این محل ساخته شود تا آب رودخانه هادسون وارد سایت نشود. این روش به جای روش‌های معمولی زهکشی آب مورد استفاده قرار می‌گرفت زیرا پایین آوردن سطح آب زیرزمینی باعث نشست‌های بزرگ در ساختمان‌های اطراف می‌شود چرا که آن‌ها بر روی شالوده‌های عمیق ساخته نشده‌اند.
روش دوغاب شامل حفر ترانشه بود که همزمان با پیشرفت کار حفاری ترانشه، فضای ترانشه را با مخلوط «دوغاب» پر می‌شد. مخلوط دوغاب، که از بنتونیت تشکیل شده‌است، حفره‌ها را پرکرده و مانع ورود می‌شود. هنگامی که کار حفاری ترانشه انجام شد و خاک‌ها از محل ترانشه خارج شدند، قفس فولادی بافته شده در داخل ترانشه فروداده می‌شود و سپس بتن ریخته می‌شود که در نتیجه فشار بتن ریخته «دوغاب» را بیرون رانده می‌شود. روش «دوغاب» توسط مهندس ارشد اداره بنادر جان م. کایل جونیور ابداع شد. در اواخر سال ۱۹۶۶، کار اجرای دیوار دوغاب، به رهبری شرکت ایکاندا، که شرکت تابعه شرکت مهندسی ایتالیاییImpresa Costruzioni Opere. Specializzate (ICOS)، مستقر در مونترال بود، آغاز شد . تکمیل دیوار دوغاب چهارده ماه طول کشید، که انجام آن قبل از شروع حفاری قسمت داخلی سایت لازم بود . تونل‌های اصلی هادسون، که قطارهای PATH را به ترمینال هادسون منتقل می‌کردند، تا سال ۱۹۷۱ که ایستگاه جدید PATH ساخته شد، به صورت تونل‌های مرتفع و بالا نگهداشته شده به سرویس دهی خود ادامه می‌دادند.

### برج‌های دوقلو
کار ساخت و ساز در برج شمالی در اوت ۱۹۶۸ و در برج جنوبی در ژانویه ۱۹۶۹ آغاز شد.
استفاده گسترده از قطعات پیش ساخته برای قاب‌بندی‌های پیرامونی و سیستم خرپایی کف باعث سرعت بخشیدن به روند ساخت و ساز و کاهش هزینه‌ها و در عین حال کنترل کیفیت بالاتر می‌شود.

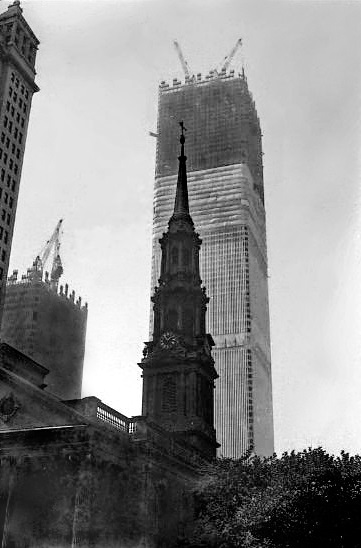
برج‌های ۱ و ۲ مرکز تجارت جهانی در ماه مه ۱۹۷۰ در حال ساخت

مراسم با شکوه افتتاح برج شمالی (برج ۱ مرکز تجارت جهانی) در ۲۳ دسامبر ۱۹۷۰ صورت گرفت، و مراسم برج جنوبی (برج ۲ مرکز تجارت جهانی) در تاریخ ۱۹ ژوئیه ۱۹۷۱ انجام شده‌است. اولین مستاجران در ۱۵ دسامبر ۱۹۷۰ به برج شمالی، و در ژانویه ۱۹۷۲ به برج جنوبی منتقل شدند.